# Julius von Reichert
Julius Heinrich Ritter von Reichert (* 14. Juli 1873 in Regensburg; † 26. Juli 1958 in München) war ein deutscher Offizier.

## Leben
Julius von Reichert war ein Sohn des späteren Ministerialrates August von Reichert (1846–1920) und Henriette, geb. von Badhauser (1850–1923).
Julius von Reichert besuchte ein Humanistisches Gymnasium und trat 1892 als Freiwillig-Gemeiner in die bayerische Armee ein. Ab dem 15. Juli des gleichen Jahres war er im 1. Feldartillerie-Regiment Offiziersaspirant und erhielt 1894 die Offiziersreife. Am 5. März 1894 wurde er Secondelieutnant. Es folgten Stationen als Adjutant der III. Abteilung (vom 1. Oktober 1897 bis 1. Oktober 1899) und dann als Regimentsadjutant. Ab 1901 war er Adjutant der 3. Feldartillerie-Brigade und ab 9. März 1902 Oberleutnant. Von 1904 bis 1907 besuchte er die Bayerische Kriegsakademie und verließ diese mit der Eignung für Höhere Adjutantur, Referatsdienst, Lehrfach (Waffenlehre, Kriegsgeschichte) und in zweiter Linie für den Generalstab. Anschließend wurde er Adjutant der 4. Feldartillerie-Brigade. Am 16. Oktober 1908 wurde er Hauptmann und wurde 1910 zum Generalstab in die Zentralstelle versetzt. Ab 1911 diente er als Batteriechef im 10. Feldartillerie-Regiment und kam am 1. Oktober 1913 als Major ohne Patent in den Generalstab der 5. Königlich Bayerischen Division, mit welcher er im Ersten Weltkrieg in Lothringen und Frankreich kämpfte.
1912 hatte der Generalleutnant Gustav von Schoch die Führung der 5. Königlich Bayerischen Division übernommen. Während des Ersten Weltkriegs verbrachte von Schoch 1914, von Depressionen geplagt und in der Sorge, altersbedingt zu erblinden, mit einem Ordonnanzoffizier und einem Assistenzarzt im rückwärtigen Gebiet und nicht an der Front. Er überließ dem Ersten Generalstabsoffizier Major von Reichert die operative Führung der Division und unterrichtete sich nur pro forma über die Lage. Im April 1915 musste von Schoch das Kommando vollständig abgeben.
Vom 23. September 1916 bis 7. November 1918 war er Chef des Generalstabes der XV. Reserve-Korps. Anschließend wurde er in das Staatsministerium für militärische Angelegenheiten kommandiert. 1919 war er Chef des Generalstabes des I. Armee-Korps und wurde nach Kriegsende mit dem Charakter als Oberstleutnant aus der Armee verabschiedet. Als Beamter auf Kündigung wurde er weiterbeschäftigt und war vom 1. Oktober 1919 bis zur Auflösung im 31. Dezember 1920 Vorstand des Abwicklungsamtes des ehemaligen Generalkommandos des I. Armee-Korps.
1919 lernte er Georg Escherich, welcher auch später den Bayerischen Heimatschutz (BHS) gründete, kennen und unterstütze ihn später bei den Einwohnerwehren in Bayern. Ab der Gründung 1928 der überparteilichen Volksbewegung BHS, welche in Konkurrenz zum Stahlhelm stand, war er bis zu deren Auflösung 1933 Stabsleiter. Von Reichert war Schwager des Stahlhelmführers Hermann Ritter von Lenz.
Am 2. Oktober 1902 heiratete er in Speyer Helene Ney (1880–1931). Ihre Söhne waren der spätere deutsche Diplomat Hans-Joachim von Reichert und der Generalleutnant der Wehrmacht Rüdiger von Reichert.